# 5 Armia Powietrzna
5 Armia Powietrzna (ros. 5-я воздушная армия) – związek operacyjny Armii Radzieckiej.
5 Armię Powietrzną utworzono w 1942 roku. W 1943 roku brała udział w bitwie kurskiej (5 lipca - 23 sierpnia 1943). W tym czasie dowództwo 5 Armii Powietrznej tworzyli oficerowie: dowódca Siergiej Goriunow, zastępca dowódcy do spraw politycznych W. Aleksiejew, szef sztabu Nikołaj Seliezniew oraz szef zarządu politycznego N. Procenko. Następnie uczestniczyła w działaniach bojowych prowadzonych przez 2 Front Ukraiński. 

## Dowódcy
- gen. por. Siergiej Goriunow